# Acrobeloides maximus
Acrobeloides maximus är en rundmaskart. Acrobeloides maximus ingår i släktet Acrobeloides och familjen Cephalobidae. Inga underarter finns listade i Catalogue of Life.